# Galatasaray Istanbul/Saison 1942/43
Die Saison 1942/43 von Galatasaray Istanbul war die 37. Saison in der Vereinsgeschichte und die 29. Saison in der İstanbul Futbol Ligi. Der Klub beendete die Saison auf dem 4. Platz. In der 6. Saison der Millî Küme wurden die Gelb-Roten Zweiter.

## Personalien

### Kader
| Nat.       | Name             |
| Torhüter   | Torhüter         |
| ---------- | ---------------- |
| Turkei     | Osman İncili     |
| Turkei     | Saim Kaur        |
| Abwehr     |                  |
| Turkei     | Faruk Barlas     |
| Turkei     | Bülent Eken      |
| Turkei     | Adnan İncirmen   |
| Turkei     | Mahmut Kefeli    |
| Turkei     | Salim Şatıroğlu  |
| Mittelfeld |                  |
| Turkei     | Enver Arslanalp  |
| Turkei     | Halil Burnaz     |
| Turkei     | Hikmet Ebcim     |
| Turkei     | Mustafa Gençsoy  |
| Turkei     | Kemal Öngü       |
| Turkei     | Arif Sevinç      |
| Turkei     | Musa Sezer       |
| Angriff    |                  |
| Turkei     | Eşfak Aykaç      |
| Turkei     | Orhan Canpolat   |
| Turkei     | Cemil Erlertürk  |
| Turkei     | Gündüz Kılıç     |
| Turkei     | Sarafim Madenli  |
| Turkei     | Barbaros Olcayto |
| Turkei     | Gazanfer Olcayto |
| Turkei     | Muzaffer Tokaç   |
| Turkei     | Şahap Turgan     |

## Saison
Alle Ergebnisse aus Sicht von Galatasaray Istanbul.
Die Tabelle listet alle İstanbul-Futbol-Ligi des Vereins der Saison 1942/43 auf. Siege sind grün, Unentschieden gelb und Niederlagen rot markiert.

### İstanbul Futbol Ligi
| ST | Datum              | Gegner              | Ort                        | Ergebnis  | Tor(e) für Galatasaray Istanbul | Karte(n) für Galatasaray Istanbul |
| -- | ------------------ | ------------------- | -------------------------- | --------- | --- | --------------------------------- |
| 01 | 13. September 1942 | Davutpaşa SK        | Fenerbahçe Stadı, Istanbul | 5:0 (2:0) | 1:0 Erlertürk (20.), 2:0 Erlertürk (34. Elfmeter), 3:0 Ebcim (53.), 4:0 G. Olcayto (64.), 5:0 Erlertürk (72.)                                                                   | keine                             |
| 02 | 20. September 1942 | Beşiktaş Istanbul   |                            | 0:3 1     | |                                   |
| 03 | 27. September 1942 | Fenerbahçe Istanbul |                            | 0:3 1     | |                                   |
| 04 | 11. Oktober 1942   | Taksim SK           | Fenerbahçe Stadı, Istanbul | 8:0 (5:0) | 1:0 Erlertürk (5.), 2:0 Erlertürk (19.), 3:0 Gençsoy (26.), 4:0 Erlertürk (37.), 5:0 Ebcim (42.), 6:0 Erlertürk (61.), 7:0 Erlertürk (77.), 8:0 Erlertürk (84.)                 | keine                             |
| 05 | 18. Oktober 1942   | Süleymaniye         | Fenerbahçe Stadı, Istanbul | 4:0 (2:0) | 1:0 Erlertürk (25.), 2:0 Gençsoy (32.), 3:0 Erlertürk (59.), 4:0 Eken (81.) | keine                             |
| 06 | 25. Oktober 1942   | Beykozspor          | Fenerbahçe Stadı, Istanbul | 4:1 (1:0) | 1:0 Gençsoy (12.), 2:0 Pekin (71. Eigentor), 3:0 Tokaç (72.), 4:0 Tokaç (79.)                                                                                                   | keine                             |
| 07 | 8. November 1942   | Kasımpaşa Istanbul  | Fenerbahçe Stadı, Istanbul | 5:0 (4:0) | 1:0 Erlertürk (4.), 2:0 G. Olcayto (17.), 3:0 Ebcim (32.), 4:0 G. Olcayto (39.), 5:0 Ebcim (66.)                                                                                | keine                             |
| 08 | 15. November 1942  | Vefa Istanbul       | Fenerbahçe Stadı, Istanbul | 3:1 (2:0) | 1:0 Erlertürk (5.), 2:0 Erlertürk (35.), 3:0 Tokaç (46.) | keine                             |
| 09 | 22. November 1942  | Istanbulspor        | Fenerbahçe Stadı, Istanbul | 8:1 (3:1) | 1:0 Erlertürk (9.), 2:1 Tokaç (22. Elfmeter), 3:1 Kefeli (43.), 4:1 G. Olcayto (59.), 5:1 Kefeli (42.), 6:1 Kefeli (72.), 7:1 Erlertürk (80.), 8:1 G. Olcayto (87.)             | keine                             |
| 10 | 21. Dezember 1942  | Davutpaşa SK        | Şeref Stadyumu, Istanbul   | 1:1 (1:1) | 1:1 Erlertürk (38.) | keine                             |
| 11 | 27. Dezember 1942  | Beşiktaş Istanbul   |                            | 0:3 1     | |                                   |
| 12 | 3. Januar 1943     | Fenerbahçe Istanbul |                            | 0:3 1     | |                                   |
| 13 | 24. Januar 1943    | Süleymaniye         | Şeref Stadyumu, Istanbul   | 4:1 (2:0) | 1:0 Tokaç (36.), 2:0 Ebcim (38.), 3:1 Kılıç (84.), 4:1 Tokaç (87.) | keine                             |
| 14 | 14. Februar 1943   | Kasımpaşa Istanbul  | Şeref Stadyumu, Istanbul   | 8:0 (3:0) | 1:0 Erlertürk (9.), 2:0 Kılıç (22. Elfmeter), 3:0 Sevinç (35.), 4:0 G. Olcayto (65. Elfmeter), 5:0 G. Olcayto (77.), 6:0 Erlertürk (79.), 7:0 Sevinç (83.), 8:0 Erlertürk (88.) | keine                             |
| 15 | 21. Februar 1943   | Vefa Istanbul       | Şeref Stadyumu, Istanbul   | 2:0 (2:0) | 1:0 Kılıç (37.), 2:0 Kılıç (42.) | keine                             |
| 16 | 28. Februar 1943   | Istanbulspor        | Şeref Stadyumu, Istanbul   | 4:1 (1:0) | 1:0 Kılıç (42.), 2:1 Erlertürk (76.), 3:1 Erlertürk (80.), 4:1 G. Olcayto (88.)                                                                                                 | keine                             |
| 17 | 7. März 1943       | Beykozspor          | Şeref Stadyumu, Istanbul   | 1:1 (0:0) | 1:0 Canpolat (55.) | keine                             |
| 18 | 10. März 1943      | Taksim SK           | Şeref Stadyumu, Istanbul   | 3:0 2     | |                                   |

### Millî Küme
| ST | Datum          | Gegner                | Ort                        | Ergebnis  | Tor(e) für Galatasaray Istanbul                                      | Karte(n) für Galatasaray Istanbul |
| -- | -------------- | --------------------- | -------------------------- | --------- | -------------------------------------------------------------------- | --------------------------------- |
| 01 | 14. März 1943  | Fenerbahçe Istanbul   | Şeref Stadyumu, Istanbul   | 0:0       | keine                                                                | keine                             |
| 02 | 20. März 1943  | Ankara Demirspor      | Ankara 19 Mayıs Stadyumu   | 0:1 (0:0) | keine                                                                | keine                             |
| 03 | 21. März 1943  | Gençlerbirliği Ankara | Ankara 19 Mayıs Stadyumu   | 1:0 (1:0) | 1:0 Kılıç (6.)                                                       | keine                             |
| 04 | 4. April 1943  | Beşiktaş Istanbul     | Şeref Stadyumu, Istanbul   | 3:1 (1:0) | 1:1 Turgan (56.), 2:1 Kılıç (71.), 3:1 Ebcim (81.)                   | keine                             |
| 05 | 11. April 1943 | Vefa Istanbul         | Fenerbahçe Stadı, Istanbul | 3:0 (1:0) | 1:0 Turgan (3.), 2:0 Ebcim (69.), 3:0 Sevinç (88.)                   | keine                             |
| 06 | 17. April 1943 | Ankara Demirspor      | Şeref Stadyumu, Istanbul   | 3:0 (3:0) | 1:0 Canpolat (29.), 2:0 Sevinç (31.), 3:0 Turgan (41.)               | keine                             |
| 07 | 18. April 1943 | Gençlerbirliği Ankara | Fenerbahçe Stadı, Istanbul | 2:1 (1:1) | 1:0 Eken (12.), 2:1 Canpolat (49.)                                   | keine                             |
| 08 | 24. April 1943 | Göztepe Izmir         | Şeref Stadyumu, Istanbul   | 1:0 (1:0) | 1:0 Aykaç (29.)                                                      | keine                             |
| 09 | 25. April 1943 | Altınordu Izmir       | Fenerbahçe Stadı, Istanbul | 4:0 (3:0) | 1:0 Eken (9.), 2:0 Eken (12.), 3:0 Kılıç (29.), 4:0 Eken (57.)       | keine                             |
| 10 | 1. Mai 1943    | Göztepe Izmir         | Alsancak Stadı, Izmir      | 4:0 (2:0) | 1:0 Eken (20.), 2:0 Gençsoy (30.), 3:0 Ebcim (60.), 4:0 Eken (70.)   | keine                             |
| 11 | 2. Mai 1943    | Altınordu Izmir       | Alsancak Stadı, Izmir      | 4:2 (3:1) | 1:0 Eken (3.), 2:0 Eken (8.), 3:0 Eken (31.), 4:1 Eken (54.)         | keine                             |
| 12 | 9. Mai 1943    | Fenerbahçe Istanbul   | Fenerbahçe Stadı, Istanbul | 0:1 (0:1) | keine                                                                | keine                             |
| 13 | 16. Mai 1943   | Beşiktaş Istanbul     | Fenerbahçe Stadı, Istanbul | 3:1 (1:1) | 1:1 Turgan (24.), 2:1 Ebcim (60.), 3:1 Canpolat (73.)                | keine                             |
| 14 | 19. Mai 1943   | Vefa Istanbul         | Şeref Stadyumu, Istanbul   | 4:0 (0:0) | 1:0 Ebcim (56.), 2:0 Turgan (62.), 3:0 Ebcim (66.), 4:0 Turgan (84.) | keine                             |

### İstanbul Kupası
| R  | Datum           | Gegner            | Ort                      | Ergebnis  | Tor(e) für Galatasaray Istanbul                                      |
| -- | --------------- | ----------------- | ------------------------ | --------- | -------------------------------------------------------------------- |
| VF | 10. Januar 1943 | Vefa Istanbul     | Şeref Stadyumu, Istanbul | 3:0 (2:0) | 1:0 G. Olcayto (21. Elfmeter), 2:0 G. Olcayto (43.), 3:0 Kılıç (84.) |
| HF | 7. Februar 1943 | Istanbulspor      | Şeref Stadyumu, Istanbul | 2:1 (1:0) | 1:0 Kılıç (19.), 2:1 G. Olcayto (80. Elfmeter)                       |
| F  | 1. Oktober 1943 | Beşiktaş Istanbul | Şeref Stadyumu, Istanbul | 3:1 (1:0) | 1:0 Kılıç (20.), 2:0 Erlertürk (62.), 3:1 Kılıç (89.)                |

### Dostluk Kupası
| Datum             | Gegner              | Ort   | Ergebnis | Tor(e) für Galatasaray Istanbul |
| ----------------- | ------------------- | ----- | -------- | ------------------------------- |
| 13. Dezember 1942 | Fenerbahçe Istanbul | n. V. | 2:2      | n. V.                           |

Dieses vom Vatan-Zeitungsunternehmen organisierte Pokalspiel wurde in der 67. Minute aufgrund einer Auseinandersetzung beider Mannschaften beim Stand von 2:2 abgebrochen.
| Datum          | Gegner              | Ort   | Ergebnis  | Tor(e) für Galatasaray Istanbul |
| -------------- | ------------------- | ----- | --------- | ------------------------------- |
| 2. Januar 1943 | Fenerbahçe Istanbul | n. V. | 1:1 (0:1) | 1:1 G. Olcayto (46.)            |

## Spielerstatistiken
| Spieler          | İstanbul Futbol Ligi | İstanbul Futbol Ligi | İstanbul Futbol Ligi | İstanbul Futbol Ligi | Millî Küme | Millî Küme | Millî Küme  | Millî Küme | İstanbul Kupası | İstanbul Kupası | İstanbul Kupası | İstanbul Kupası | Total    | Total | Total       | Total      |
| Spieler          | Einsätze             | Tore                 | Gelbe Karte          | Rote Karte           | Einsätze   | Tore       | Gelbe Karte | Rote Karte | Einsätze        | Tore            | Gelbe Karte     | Rote Karte      | Einsätze | Tore  | Gelbe Karte | Rote Karte |
| ---------------- | -------------------- | -------------------- | -------------------- | -------------------- | ---------- | ---------- | ----------- | ---------- | --------------- | --------------- | --------------- | --------------- | -------- | ----- | ----------- | ---------- |
| Enver Arslanalp  | 5                    | 0                    | 0                    | 0                    | 12         | 0          | 0           | 0          | 0               | 0               | 0               | 0               | 17       | 0     | 0           | 0          |
| Eşfak Aykaç      | 2                    | 0                    | 0                    | 0                    | 3          | 1          | 0           | 0          | 0               | 0               | 0               | 0               | 5        | 1     | 0           | 0          |
| Faruk Barlas     | 12                   | 0                    | 0                    | 0                    | 13         | 0          | 0           | 0          | 2               | 0               | 0               | 0               | 27       | 0     | 0           | 0          |
| Halil Burnaz     | 2                    | 0                    | 0                    | 0                    | 0          | 0          | 0           | 0          | 0               | 0               | 0               | 0               | 2        | 0     | 0           | 0          |
| Orhan Canpolat   | 8                    | 1                    | 0                    | 0                    | 14         | 3          | 0           | 0          | 3               | 0               | 0               | 0               | 25       | 4     | 0           | 0          |
| Hikmet Ebcim     | 6                    | 5                    | 0                    | 0                    | 7          | 6          | 0           | 0          | 2               | 0               | 0               | 0               | 15       | 11    | 0           | 0          |
| Bülent Eken      | 3                    | 1                    | 0                    | 0                    | 13         | 10         | 0           | 0          | 0               | 0               | 0               | 0               | 16       | 11    | 0           | 0          |
| Cemil Erlertürk  | 11                   | 22                   | 0                    | 0                    | 3          | 0          | 0           | 0          | 3               | 1               | 0               | 0               | 17       | 23    | 0           | 0          |
| Mustafa Gençsoy  | 6                    | 3                    | 0                    | 0                    | 12         | 1          | 0           | 0          | 3               | 0               | 0               | 0               | 21       | 4     | 0           | 0          |
| Osman İncili     | 11                   | 0                    | 0                    | 0                    | 14         | 0          | 0           | 0          | 3               | 0               | 0               | 0               | 28       | 0     | 0           | 0          |
| Adnan İncirmen   | 2                    | 0                    | 0                    | 0                    | 9          | 0          | 0           | 0          | 0               | 0               | 0               | 0               | 11       | 0     | 0           | 0          |
| Saim Kaur        | 2                    | 0                    | 0                    | 0                    | 0          | 0          | 0           | 0          | 0               | 0               | 0               | 0               | 2        | 0     | 0           | 0          |
| Mahmut Kefeli    | 8                    | 3                    | 0                    | 0                    | 1          | 0          | 0           | 0          | 0               | 0               | 0               | 0               | 9        | 3     | 0           | 0          |
| Gündüz Kılıç     | 6                    | 5                    | 0                    | 0                    | 14         | 3          | 0           | 0          | 3               | 4               | 0               | 0               | 23       | 12    | 0           | 0          |
| Sarafim Madenli  | 1                    | 0                    | 0                    | 0                    | 0          | 0          | 0           | 0          | 0               | 0               | 0               | 0               | 1        | 0     | 0           | 0          |
| Barbaros Olcayto | 1                    | 0                    | 0                    | 0                    | 0          | 0          | 0           | 0          | 0               | 0               | 0               | 0               | 1        | 0     | 0           | 0          |
| Gazanfer Olcayto | 10                   | 8                    | 0                    | 0                    | 4          | 0          | 0           | 0          | 3               | 3               | 0               | 0               | 17       | 11    | 0           | 0          |
| Kemal Öngü       | 10                   | 0                    | 0                    | 0                    | 0          | 0          | 0           | 0          | 0               | 0               | 0               | 0               | 10       | 0     | 0           | 0          |
| Salim Şatıroğlu  | 12                   | 0                    | 0                    | 0                    | 12         | 0          | 0           | 0          | 3               | 0               | 0               | 0               | 27       | 0     | 0           | 0          |
| Arif Sevinç      | 9                    | 2                    | 0                    | 0                    | 14         | 2          | 0           | 0          | 3               | 0               | 0               | 0               | 26       | 4     | 0           | 0          |
| Musa Sezer       | 5                    | 0                    | 0                    | 0                    | 0          | 0          | 0           | 0          | 0               | 0               | 0               | 0               | 5        | 0     | 0           | 0          |
| Muzaffer Tokaç   | 13                   | 6                    | 0                    | 0                    | 2          | 0          | 0           | 0          | 3               | 0               | 0               | 0               | 18       | 6     | 0           | 0          |
| Şahap Turgan     | 0                    | 0                    | 0                    | 0                    | 7          | 6          | 0           | 0          | 0               | 0               | 0               | 0               | 7        | 6     | 0           | 0          |